# Huacullani (distrito)
Huacullani é um distrito do Peru, departamento de Puno, localizada na província de Chucuito.

## Transporte
O distrito de Huacullani é servido pela seguinte rodovia:
- PU-129, que liga a cidade ao distrito de Juli
- PU-131, que liga a cidade ao distrito de Capazo
- PE-36A, que liga o distrito de Moquegua (Região de Moquegua) à Ponte Desaguadero (Fronteira Bolívia-Peru) - e a rodovia boliviana Ruta 1 - no distrito de Desaguadero (Região de Puno)   [1][2][3]